# コモン・ロー

世界の法制度コモン・ローの諸国は制度の差分に応じて濃淡ある桃色で塗り分けられている。青は大陸法。

『コモン・ロー』（英: Common Law）は、以下に記すように、多義的な概念である。日本語では『英国普通法』『イギリス普通法』とも訳される。
もっとも一般的な用法としては、英国法において発生した法概念で、中世以来イングランドで国王の裁判所が伝統や慣習、先例に基づき裁判をしてきた中で発達した法分野のことを指し、エクイティを含まない概念である。
この概念によれば、「記録のない時代からイギリス人を律してきた慣行（usages）と慣習上の準則（customary rules）で成り立ち、私人間の正義（private justice）と公共の福祉の一般原理で補足され、国会制定法で変更を受ける場合がある」完成された理性（the perfection of  reason）であり「神の法」とされる。
広義では、大陸法系の対概念として英米法系を示すものとして用いられる。この文脈では、英国領またはその植民地であった歴史を持つ国々（アングロ・サクソン系諸国）において主に採用されている法体系を指し、エクイティを含む。
コモン・ローは普通法とも訳されるが、同じく普通法と訳されるローマ法や、教会法における「一般法」（ユス・コムーネ、en:jus commune）、ローマ法を継受したドイツ法における「共通法」 (Gemeines Recht) とは異なる概念である。また、教会法との対比では世俗法を、制定法との対比では不文法を指す用語でもある。

## その多義性
コモン・ローは、歴史的には、イングランドにおいて、それぞれの地方における地域的な慣習に優先する全国共通の慣習にしたがって裁判の準則を醸成する過程において登場した概念である。コモン・ローが、特にもっとも一般的な用法として、中世イングランドの国王裁判所が発展させてきた法体系を示す用語となった理由としては、ノルマン人の王朝が従来のアングロ・サクソン人のそれぞれの地方の慣習に優越する概念として「王国の一般的慣習」 (general custom of the realm) の意味でコモン・ローという用語を用いたのがきっかけである。
この意味でのコモン・ローは国王の世俗的権力の強大化に伴い、教会法の対概念である世俗法のことを意味して用いられるようになる。
コモン・ローとは別の救済をもたらすエクイティという法概念が定着すると、コモン・ローはエクイティの対概念として用いられるようになる。
英国の国際的地位の向上に伴い、コモン・ローは、大陸法（Civil law、シビル・ロー）と並ぶ二大法体系の一つとして認識されるようになり、大陸法系の対概念にあたる英米法系（広義）として認識されるようになった。
コモン・ローは、幾多の判決（判例）が積み上げた合意を基盤として成り立っている。制定法（成文法）の整備に従い、コモン・ローはそれらの対概念である「判例法」や「不文法」のこととして用いられるようにもなる。この意味で用いられるコモン・ローという概念にはエクイティや商慣習法、カノン法など、本来のコモン・ローとは異質なものも含まれる。
教会法における「一般法」（jus commune）は、各地の教会の特別な慣習に優先する一般的慣習という意味である。また、ドイツ法における「共通法」（ゲマイネス・レヒト)は、領邦を超えて帝国に共通して適用されるローマ法のことを指す概念である。アメリカ法において、各州を超えた連邦の「一般法」 (general law) という概念がフェデラル・コモン・ロー (federal common law) と称されたこともあるが、現在は判例によって否定されている。
なお、コモン・ローの「ロー」は、日本語の「法」、「法律」とかなり意味合いが異なるので注意が必要である。もともとコモン・ローは、中世のイングランドで対立する当事者の申立てを比べあわせて伝統や慣習、先例に基づき裁判をしてきたことに由来するが、コモン・ローを適用する際に用いられる論証の形式は、決疑論や事例判断として知られている。要するに、できる限り当事者双方に主張立証を委ね、裁判所は伝統や慣習、先例に照らして各論点ごとにいずれの当事者の論証が説得的であるかということに重点を置いてその事案を裁判すべきとされてきたのであり、その意味で裁判所は紛争の調停者であるといわれる。裁判所の中での議論を重視する審理態度は、制定法という裁判所の外から与えられる規範への適合性を重視するという、大陸法圏における審理態度と好対照をなしている。

## コモン・ローの特質
1. 法の支配
コモン・ローにおける公法は当初は司法運用に関するもので、王国裁判所の確立により王国の一般的慣習がコモン・ローへと変質していった。このため、王国の一般的な慣習がコモン・ローにおける公法であるため、その慣習たるコモン・ローには「国王といえども法の下にある」とする「法の支配」つまり、「コモン・ローの支配」の原理が生じたのである。これは、1215年ジョン王時にマグナ・カルタへの王の署名により最終的に確立したものとされる[注釈 1] 。なお、コモン・ローでは公法と私法の分化の不明確性が指摘される。大陸法は私法に重点が置かれ、かつ公法と私法が明確に区別されるが、コモン・ローではその分化が十分成熟でない[3] 。
2. 司法権の独立
13世紀にエドワード1世が裁判官を官吏から選ばずに弁護士の指導者の中から選び、行政から司法を分離したことにより始まるとされる。コモン･ローでは、当事者にそれぞれの真相を明らかにする十分な機会を与えれば、正義が最もよく達成されるとされた。このため、大陸法の裁判官は真実発見のために裁判官自身が証人尋問を行うなど中心的な役割を果たすのに対し、弁護士の指導者でもあるコモン･ローでの裁判官は、対立する当事者同士の仲裁者 (arbiter) としての役割を担った。この結果コモン･ローに独特な当事者主義が確立した。
3. 陪審制
コモン･ローを継受した国では、一般市民から構成された陪審によって有罪と表決されなければ、重罪について有罪の判決を与えられることはない。陪審の独立が確立したのは、1670年のBushel事件(en)である。
4. 判例法主義
ここでの判例とは将来の裁判を拘束する判決の先例のことであり、イギリスでは長い歴史を経て19世紀末に判例法体系が確立されたとされる。貴族院判決は最終審理裁判所（a final court of  appeal）の判決であるため、その判決には先例として以後の裁判に対して拘束性が与えられる。全ての裁判所においてその判決以後、同一事実による裁判について先例と同一に判決させる判例となる。この判例は法的安定性を保つためその変更をイギリスの司法内部では絶対に許さない。
5. ローマ法からの疎隔
ローマのブリテン征服は殖民のためではなかったため、他のヨーロッパの支配地のようにローマ法による政治組織や法律体制が確立されずブリテンの法文化の侵食がなかった。しかし、その後ローマ法の継受が国王によって画策されなかったわけではなく、ヘンリー8世はオックスフォード、ケンブリッジにローマ法の研究のため王立講座を設け、そのため行政官や大権裁判所 (Prerogative Courts) ではローマ法法律家が活躍したが、コモン･ロー裁判所にはその影響力を及ぼしえなかった。一般にその理由として、第一に法曹を生み出す法学院の組織が伝統と多くの既得権を持っていた上、裁判所の組織の改変が事実上不可能であったこと。第二にコモン･ローの硬直化がエクイティーの成立で緩和されたため、他のヨーロッパ諸国やスコットランドにおいて達成されたローマ法の継受は成立しなかったためとされる。しかし、その最大の原因はヨーロッパ諸国ではラント諸侯が絶対的な支配階級となり絶対主義的な後期ローマ法の継受を進めたが、イギリスでは大諸侯が国王に対して反抗して成果を収め、固有の法習慣たるコモン･ローの擁護が政治的に有利であったからとの分析[4]がある 。

## 歴史
コモン・ローの歴史は、1066年のウィリアム征服王によって英国で封建制が確立したことに始まる。その意味でコモン・ローの歴史は、英国法の歴史でもある。詳細は、英国法を参照。
ノルマン征服以前のイングランドでは、シャー (shire) と呼ばれる州に設置された民会 (shire moot) が議会と裁判所としての機能を併有し、その民会の長 (ealdorman) は、シェリフと呼ばれる代官 (shire reeve) を置いて治世にあたっていた。そこでは共同体ごとに異なり、上層階級が気まぐれに押しつけることも少なくない不文の地域的慣習によって民衆は支配されていた。裁判所は仲間内の記録も残さない非公式の会議によって構成され、対立する当事者の申立てを比べあわせて慣習や常識に従って判断するのが通常であった。もし真偽不明で結論に達することができなければ、神判や決闘によって決着がつけられた。神判は、糾問主義の審理で、真っ赤に熱した鉄器を運ばせたり、熱湯が煮えたぎる大釜の中から石を掴み出させたりして、もし被告人の傷が所定の期間内で治癒すれば、彼は無罪として釈放された。もし治癒しなければ、その後直ちに死刑が執行されるのが普通であった。シャーは、ハンドレッド (hundreds) と呼ばれる村に分かれており、各ハンドレッドにもまたそれぞれ裁判所が存在し、その構成員は犯人を告発・追跡する義務を負うなど警察的な機能を有していた。このハンドレッドの構成員の告発義務がやがて私人訴追主義・弾劾主義・当事者主義的訴訟構造の発展を促すことになる。
ウィリアム1世は、国王と国王を補佐するバロンと呼ばれる貴族からなる「王会」 (Curia Regis) を設置したが、これは民会と同様議会と裁判所としての機能を併有し、国王自身が主宰していたことから、「国王裁判所」と呼ばれていた。ノルマン朝は、このようにノルマン人を支配階級とする強固な封建的支配体制を確立しつつも、古来からのゲルマン的な伝統を尊重するという妥協的な政策をとり、シャーをカウンティ (county) 、民会の長をカウント (count) 、民会を州裁判所 (county court) と名前を変え、他にも荘園法裁判所や教会法裁判所といった様々な伝統をもつ裁判所をそのまま存続させ、第一次的裁判権を与えたので、国王裁判所と多種多様な裁判所が並列して別個に裁判を行うという多元的な司法制度が続くこととなった。もっとも、シェリフのみは従来の世襲制を廃止し、国王が直接登用した有意な人物を全国各地に派遣することとし、このことが後に巡回裁判制に発展してコモン・ローの発展を促すことになった。
1154年ヘンリー2世がプランタジネット朝最初の王として即位すると強力で統一された司法制度、裁判システムを創設した。特に神判を禁止して、宣誓をした市民による陪審制度を復活させたこと、全国各地に国王直属の裁判官を派遣する巡回裁判 (assizes) 制度を創設したことが地域的慣習を全国的なものに組み入れたり、格上げしたりして、法（ロー）を全国共通（コモン）のものに改め、地方ごとの支配体制のバラツキをならし、恣意的な救済をなくすことができるようにしてコモン・ローの発展を促したのである。ヘンリー2世の時代に最高法官（chief justiciar）であったレイナルフ・グランヴィルが晩年にあらわした"Tretise on the Lawe of England"には、国王裁判所の主な仕事が土地所有（Landholding）の係争であることが示されている。このような経緯から、コモン・ローにおける「法」 (Law) とは、成文化された「法律」 (a law,Laws) のことではなく、不文の慣習法のことであり、判例が第一次的法源とされ、中世慣習との歴史的継続性が強調されるようになった。もっとも、当時の裁判は、民事事件と刑事事件の区別もなく、陪審も、「証人」としてその地域の常識に基づいて意見を述べればよく、必ずしも証拠が存在しなければならないというものではなかった。この点が、現代の裁判制度と異なる特徴的な要素である。
1215年のマグナ・カルタは、王権が成立する前に存在するコモン・ローが王権に優位するとしてバロンの中世的特権を保護したが、ヘンリー3世の治世に、地方の名望家の出身である弁護士から人民間訴訟裁判所の裁判官を任用するようになると、徐々に貴族のみならず、コモン・ローの適用を受ける庶民 (commoner) も通常裁判所による裁判を通じて王権の専制から保護される道が開かれ、コモン・ローは極めて司法的なものとなっていく。これが後に法の支配の原則の確立に結びついていく。
その後、王会は、大評議会と小評議会に分かれ、小評議会は国王評議会 (King's Concil) に発展した上で、財務府と、大法官に分かれたが、徐々に国王自身が直接裁判を主宰することもなくなり、これに変代わって聖職者や法曹が裁判を行なうようになる。そのような流れの中で財務府は、エドワード1世の治世に、「王座裁判所」 (Court of King's Bench) 、「財務府裁判所」 (Court of Exchequer) 、「人民間訴訟裁判所」 (Court of Common Pleas) に分かれて発展し、第一次的裁判権を有する多種多様なゲルマン的裁判所の（今日でいうところの）上訴権にあたるものを持つものとされたことから、ここに全国各地の訴訟記録が集積するようになり、コモン・ロー裁判所 (common－law court) と呼ばれるようになった。
12～13世紀にかけて、ボローニャ大学で、ローマ法の研究が進み、1240年にローマ法大全の標準注釈が編纂されると、 全ヨーロッパから留学生が集まるようになり、英国にも一部ローマ法の理論が持ち込まれた。しかし、既に英国全土の共通法ともいえるコモン・ローの発展を見ていた英国では、大陸において発展した「一般法」（ユス・コムーネ、jus commune）を取り込む必要は乏しかった。
かえって14世紀に法曹一元制が確立し、13世紀～15世紀にかけて法曹のギルドである法曹院が成立すると、王権から独立して権限を行使する法律専門家の手によって徐々に、大陸法とは明確に区別される、コモン・ローの特色が形成されていった（英米法#特色も参照）。
法曹院では、徒弟制 (apprenticeship) の下で法廷弁護士候補生に高度な内容の法教育が施されるようになり、法曹が一体となってコモン・ローを整理・体系化し専門化していったが、陪審制度の下では、素人でも適正な判断をすることができるようにする必要があった。そのため専門家である法曹が素人にもわかりやすい一定の判断基準が示す必要が生じ、その結果、コモン・ローでは手続法を通じてその隙間からにじみ出てくるように実体法が形成され、大陸法系のような総則規定や抽象的な法律行為等の専門的な概念は嫌われるようになり、また、弾劾主義・当事者主義 (adversarial system) を背景として、口頭主義、直接主義、伝聞法則等に支えられた高度で専門的な法廷技術が発展した。
しかし他方で、コモン・ローは、慣習から発見されるもので、人の手によって変更することができないものと考えられていたことから、実質的に公平な結論を導くため判例として拘束力を有する判決理由 (ratio decidendi) と、有しない傍論 (Obiter dictum) に分け、更に先例となっている訴訟記録における重要な事実を、現に問題になっている事件の事実と「区別」 (distinction) して先例の拘束力を免れるといった技法が編み出されるなどして、過度に専門化する傾向が生じ、次第に形式化・硬直化していった。
そのため、15世紀ころから、コモン・ローの制度によっては認められるべき救済が得られないと考える当事者が、国王に直接訴願することもできるという慣行が成立した。例えば、コモン・ローにより与えられる損害賠償では、所有地に侵入され、占拠されたことに対する賠償として不十分であり、その代わりに不法占拠者を立ち退かせるべきであるなどと主張するがごときである。ここからエクイティ（equity、衡平法）という制度が発達した。エクイティに関しては、大法官が大法官部裁判所において所管した。元来、エクイティとコモン・ローはしばしば矛盾する。そのため、一方の裁判所と他方の裁判所とが相反する裁判をなし、法廷での争いが何年にもわたって続くということもしばしば起こった。こうした状況は、17世紀にエクイティの優越が確立された後も続いた。有名な例としては、架空の事案ではあるが、チャールズ・ディケンズの『荒涼館』に登場する 「Jarndyce 対 Jarndyce」 の訴訟がある。
16世紀から17世紀にかけて、マグナカルタ以来のコモン・ローの優位、古き国制 (ancient constitution) の伝統が中世慣習との歴史的継続性の強調によって復活し、法の支配がエドワード・コーク卿らの法曹によって発展し、名誉革命によって確立する。
その後、コモン・ロー裁判所とエクイティ裁判所が、1873年と1875年の裁判管轄法で統合され、抵触事例 (conflict case) ではエクイティが優越することになり、現在に通じるコモン・ローの特色は一通り完成するのである。

## 展開

### 英国法の継受と多様な法体系
歴史的には英国法に由来するコモン・ローは、現在では英国（スコットランドを除く）のみならず、多くの英語圏の国やイギリス連邦の国の法体系の基礎をなしている。具体的には、アイルランド共和国、アメリカ合衆国（ルイジアナ州とプエルトリコを除く）、カナダ（ケベック州を除く）、オーストラリア、ニュージーランド、南アフリカ、インド、マレーシア、シンガポール、香港等、かつて英国の植民地であったことがある国々はいずれも基本的にはそうである。
しかしながら、英国法を継受した国であっても、各国の事情に応じて、様々な展開を広げ英国のコモン・ローから分離する傾向を見せ始めている。例えば、インドは、コモン・ローの体系もイギリス法とヒンドゥー法の混合という特殊性があり、また、スコットランドは、大陸法であるとしばしば言われるが、実際には、ローマ法大全 (Corpus Juris Civilis) にまで遡る法典化されていない市民法の要素のみならず、教会法や1707年にイングランドと統合した後に受けたコモン・ローの影響とスコットランド独自の慣習が合わさった独特の体系を有するに至っている。
英国が他の帝国主義国家から奪取した植民地であったカリフォルニア州（スペイン法を継受）、ニューヨーク州（オランダ法を継受）、ケベック州・ルイジアナ州（フランス法を継受）や、南アフリカ（オランダ化されたローマ法を継受）等では、既に大陸法系の法体系を有していたため、大陸法の影響を強く受けた法典化が進められている。
特にアメリカ合衆国では、成文憲法典であるアメリカ合衆国憲法を制定したことと、連邦制を採用したことから、独自の発展が著しい。詳細は、アメリカ法を参照。

### 法典化
1966年に貴族院（イギリスの最高の裁判所）が自らの先例拘束性を緩和する旨の声明がだされた。判例法（広い意味のコモン・ロー）は、先例拘束性に支えられた不文の慣習法であることから、判例法の法的安定性を著しく損なうため、先例変更（overruling）については危惧する声が高かった。しかし、先例拘束性の厳格な運用と、社会の価値体系とのとの整合性を保つ為、単に判例から導かれる法準則をそのまま制定法や法典として成文化しただけであり、制定法は判例の追録ないし正誤表的な機能を果たすと説明されている。
その場合、英国のコモン・ローを背景として策定された合衆国の制定法は、当時の英国のコモン・ローの伝統をふまえた解釈をすべきであると考えられている。それゆえ、大陸法のように文理の範囲内の解釈であれば当然許されるというものではなく、従前の判例法や慣習からみて当然のこととされるような暗黙の前提が数多くある。
その例は、刑事法の分野では容易に見出せる。英国では、刑事法の大部分がコモン・ローによって動いており、成文化されていないものが多い。これに対して、合衆国では、1750年頃から、各地の植民地（そして、後に各州）が、英国のコモン・ローの影響から離脱し始めたが、刑事法の法典化が完了している州が多い。しかしながら、前述のとおりその基礎となる諸概念は英国のコモン・ローに端を発しているために、今日の合衆国のロー・スクールで、1750年の英国で行われていた刑事に関するコモン・ローまでも教授する必要があるのである。
このようなコモン・ローの法典化というのは、コモン・ローの命題を一つの文書にまとめた成文法を議会が制定してゆく過程のことであり、これによって、いかなる命題が法として通用しているのかを確認するために法の限界に挑む者が新たに現れて彼に有罪判決が下されるのを待つ、という必要がなくなるわけである。

### 制定法による変容
以上のようなコモン・ローの法典化に対し、従前存在していた大陸法をコモン・ローに置き換えるための法典化がなされることもある。そのため、現在でもカリフォルニアや合衆国西部のいくつかの州には大陸法に由来する夫婦共有財産という概念が存在している。
カリフォルニア州の裁判所は、判例によりコモン・ローを形成するのと同様のやりかたでこうした法典の遺産を解釈により発展させ、コモン・ローの一拡張として取り扱ってきた。その最も著名な例が、リー対イエローキャブ事件判決（カリフォルニア州判例集第三シリーズ（1975年）804頁）であり、カリフォルニア州最高裁判所は、コモン・ローの伝統である寄与過失 (contributory negligence) の法理を法典化したカリフォルニア州民法典の条項があるにもかかわらず、比較過失（comparative negligence、過失相殺）という原理を採用したのである。
同様に、ニューヨーク州には、オランダ法の歴史があり、19世紀に法律の法典化が始められた。この法典化の過程が完了したと考えられているのは、フィールド法典として知られる民事訴訟に適用される法典のみである。ニューネーデルラントの植民地はもともとオランダ人が建設したもので、法律も同様にオランダ製である。英国は、既存の植民地を奪い取った際にはその地域の植民者には彼ら自身の市民法を維持することを認めるのが常態であった。しかし、オランダ人植民者は英国に再び反抗し、植民地を奪還したため、英国は、ニューネーデルランドの支配を回復すると、大英帝国の歴史でも他に例を見ない懲罰として、オランダ人を含む全ての植民者に英国のコモン・ローに従うよう強制した。ただ、封建制度と大陸法に基礎を置くパトルーンシステム (patroon system) という土地所有制度が19世紀中葉に廃止されるまで植民地で運用され続けたのは問題であった。オランダ流ローマ法の影響は、19世紀末まで続いた。一般債務法の法典化作業の跡をたどれば、ニュー・ヨークでオランダ人の時代以来の大陸法の伝統がいかなる影響を及ぼしてきたのかが分かる。
さらに、制定法によって、コモン・ローの限界を乗り越えた新たな請求原因を作り出されることもある。一つの例として、生命侵害の不法行為があり、ある州では、制定法によって、故人に代わって特定の人（通常は配偶者、子又は相続財産法人）が損害賠償請求の訴えを提起することができるとされている。
ところが、英国のコモン・ローには、このような生命侵害による不法行為は存在しない。民事事件に適用されるコモン・ローは、過失犯不処罰の原則を採る刑事事件とは異なり、故意 (intent) であると過失 (negligence) によるとを問わず、不法行為 (tort) と呼ばれる不正な行為の弁償をさせたり、契約を解釈し、規制する一連の法原理を導く手段として発展したものである。ある不法行為に基づく損害賠償請求が、コモン・ローに根拠を有する場合には、現行の制定法にこれらの損害賠償に関する規定があろうとなかろうと、伝統的にその不法行為により生ずるものと認められてきた損害である限り、訴えをもって、現在・過去にわたる全損害の賠償を請求することができる。たとえば、他人の過失によって身体に傷害を負わされた者は、治療費、苦痛、恐怖、休業損害や稼働能力の喪失、精神的又は感情的な不安定、人生の価値（クオリティ・オブ・ライフ）を損なわれたこと、醜状痕その他の責任を訴えをもって追及することができる。こうした損害賠償は、すでにコモン・ローの伝統の中に存在しているので、制定法の発布を待つまでもないのである。
したがって、生命侵害に関する制定法が存在しない法域では、これらの損害は被害者の死とともに消滅してしまう。どんなに愛する人の生命を侵害されても生命侵害の責任を追及する訴えを提起することはできないのである。
もっとも、生命侵害に関する制定法が存在する法域でも、与えられる賠償又は補償は、その制定法が設定する大枠の範囲内に制限されている（賠償額の上限が設定されるというのがその典型例である。）。そして、裁判所は、新たな請求原因を創設する制定法を狭く文言どおりに限定して解釈するのが一般的である。それは、裁判所は、こうした制定法が「上位の」 (second order) 憲法的法律（constitutional law；憲法その他の国家統治の基本構造を規定する法律）の条項に違反するものでない限り、立法府の判断は判例法の射程を決めるに当たって最高の権威を有するものと考えるのが一般的だからである。
しかしながら、傷害の程度が軽ければ莫大な損害賠償責任を負うのに、傷害の程度が著しく死に至ればかえって責任を免れ、または軽減されるというのはやはり非常識であると考える者もいる。生命侵害による損害賠償がないか又は低額に抑えられていた合衆国の各州では、「法的責任を限定してもらいたければ、もう一度引き返して奴に確実にとどめを刺しておくことだ」という皮肉に満ちた古い格言がある。
以上のように制定法によってコモンローが変容することによって、コモン・ローの内容それ自体が変更されるに致る例もある。例えば、コモン・ローは、かつて刑事法規をも包含するものであったが、コモン・ロー法圏のほとんどが刑法典を導入した19世紀後半以降はコモン・ローの刑事分野における法典化はすべて終了し、今日では、コモン・ローは民事紛争にのみ適用されるものと考えるのが一般的である。

## 研究方法
コモン・ローに関する研究書の中で画期的決定版といえるのが、ウィリアム・ブラックストン卿著で、1765年から1769年にかけて初版が出版された『イングランド法注解』 (Commentaries on the Laws of England) である。1979年以降、4巻に分かれた複製本が入手できるようになった。
今日では、連合王国のイングランド及びウェールズに関する部分については、ハルズベリーの『イングランド法』が英国のコモン・ローと制定法の双方に論及しており、ブラックストンの論文に取って代わるものとなっている。
合衆国のオリバー・ウェンデル・ホームズ・ジュニア (Oliver Wendell Holmes Jr) 最高裁判所判事は『コモン・ロー』 (The Common Law) という短い単行本を出版したが、業界では古典の地位を保っている。
合衆国では、『判例法大全』 (the Corpus Juris Secundum) にコモン・ローの大要と各州の裁判所ごとの偏差が収録されている。